# Kultaranta VI
Kultaranta VI var Finlands presidents fritids- och representationsbåt 1974–1983. Den var baserad på modellen Finmar Commodore.
År 1973 skänkte Nestes vd Uolevi Raade båten till president Urho Kekkonen, som använde den på officiella och fiskeresor. Båten är 7,05 meter lång, 2,85 meter bred, 0,75 meter djup, väger cirka 2,8 ton och har en marschfart på 20-25 knop.
Kultaranta VI ersattes 1983 av Kultaranta VII och hamnade senare i privat ägo.